# Astatoreochromis
Astatoreochromis ist eine Gattung aus der Familie der Buntbarsche (Cichlidae), die im östlichen Afrika im Einzugsgebiet des Victoria- und des Tanganjikasees vorkommt. Pellegrin wählte den Namen, weil seiner Meinung nach die Art (Astatoreochromis alluaudi), die er beschrieb, zwischen Astatotilapia und Oreochromis stand).

## Merkmale
Astatoreochromis-Arten werden 12 bis 19 cm lang, Weibchen bleiben etwas kleiner. Ihr Körper ist von typischer Barschgestalt und seitlich etwas abgeflacht. Der Kopf ist groß und bullig. Für die Gattung sind die vergrößerten Zähne in den äußeren Zahnreihen charakteristisch. Sie sind konisch und zweispitzig. Hinter der ersten Zahnreihe finden sich ein bis zwei weitere. Die Pharyngealia sind mit mahlzahnartigen Zähnen besetzt. Die Bauchflossen besitzen verlängerte äußere Flossenstrahlen, die Schwanzflosse abgerundet. Die Rückenflosse der Tiere wird von 15 bis 16 Flossenstrahlen gestützt. Die Anzahl der Stacheln in der Afterflosse beträgt vier (selten drei) bis sechs. Astatoreochromis-Arten bewohnen die Papyrus-Sümpfe am Rand der großen Seen und Flüsse. Alle sind Allesfresser und Maulbrüter. Auf der Afterflosse tragen sie 6 bis 20 Eiflecke, die in 3 bis 4 Reihen angeordnet sind.

## Arten und Verbreitung
- Astatoreochromis alluaudi Pellegrin, 1904, Victoria-, Kyoga-, Edward- und Georgsee.
- Astatoreochromis straeleni (Poll, 1944), Lukuga, Malagarasi und Ruzizi.